# Westminster Records
La Westminster Records è un'etichetta discografica statunitense che produce dischi di musica classica.

## Storia
Fu fondata nel 1949 da Mischa Naida (che successivamente fondò la Musical Heritage Society), da James Grayson (proprietario del Westminster Record Shop a New York), dal direttore d'orchestra Henry Swoboda e da Henry Gage. Il suo marchio era il Big Ben e il suo slogan era "Natural balance", facendo riferimento alla tecnica di ripresa audio adottata, per certi versi simile a quella della serie "Living presence" della Mercury Records.
In origine le registrazioni erano tecnicamente superiori a quelle concorrenti, il che permise alla casa discografica di diventare popolare presso la crescente comunità di audiofili. Verso la fine degli anni cinquanta iniziò la pubblicazione di dischi stereofonici, inclusa una rara incisione dello svedese Hugo Alfvén (1872-1960) diretta dal compositore stesso. La serie "Westminster Laboratory" (W-Lab), tecnicamente superiore, era venduta a un prezzo più alto.
L'azienda venne venduta nei primi anni sessanta alla ABC-Paramount Records, che dapprima proseguì la pubblicazione di nuovi titoli unitamente alla ristampa del precedente materiale nella sottoetichetta "Westminster Gold".
Attualmente il catalogo Westminster, così come il resto del catalogo di musica classica della MCA, è gestito dalla Deutsche Grammophon.

## Gli artisti prodotti
Fra gli artisti più rappresentativi da essa prodotti figura il direttore d'orchestra tedesco Hermann Scherchen.